# L'attacco delle sanguisughe giganti
L'attacco delle sanguisughe giganti (Attack of the Giant Leeches, originariamente intitolato The Giant Leeches) è un film indipendente del 1959 diretto da Bernard L. Kowalski.
Il film è stato distribuito nei cinema statunitensi dalla American International Pictures in doppia programmazione con Un secchio di sangue. Successivamente, in alcune zone nel 1960, il film venne distribuito in doppia programmazione con il film di Roger Corman I vivi e i morti.
L'attacco delle sanguisughe giganti era uno dei film "creature features" prodotti durante gli anni cinquanta in risposta ai timori della guerra fredda; un personaggio del film ipotizza che le sanguisughe siano state ingigantite dalle radiazioni atomiche provenienti dalla vicina Cape Canaveral.

## Trama
Nelle Everglades della Florida, una coppia di sanguisughe giganti intelligenti vive in una grotta sottomarina. Cominciano a trascinare la gente del posto nella loro grotta, dove si nutrono lentamente di loro, drenando le loro vittime di sangue. Due delle prime vittime delle sanguisughe sono Liz Walker e il suo ultimo amante. Il guardiacaccia Steve Benton si propone di indagare sulla loro scomparsa. Aiutato dalla sua ragazza, Nan Grayson, e suo padre, Doc Grayson, Benton scopre la caverna sottomarina delle sanguisughe. Le creature vengono distrutte quando Steve, Doc e diversi soldati fanno saltare in aria la loro caverna sottomarina usando la dinamite.

## Produzione
Il film è stato girato con un  budget stimato di 70.000 dollari.
Le riprese si sono svolte in otto giorni, comprese le sequenze all'aperto presso il Los Angeles County Arboretum and Botanic Garden. Durante le riprese, Gene Corman si ammalò di polmonite ed è finito in ospedale.
L'attrice Yvette Vickers è apparsa come Playmate nel paginone centrale del numero di luglio 1959 della rivista Playboy, diversi mesi prima dell'uscita del film.

## Distribuzione
Il film è stato distribuito nei cinema statunitensi dalla American International Pictures in doppia programmazione con Un secchio di sangue. Successivamente, in alcune zone nel 1960, il film venne distribuito in doppia programmazione con il film di Roger Corman I vivi e i morti.
Il film è di dominio pubblico; il suo copyright non è infatti stato rinnovato.

### Home media
Essendo di pubblico dominio, il film ha ricevuto numerose distribuzioni in DVD a prezzi scontati. La versione MST3K  del film è stata pubblicata il 26 ottobre 2004 da Rhino Home Video come parte di un cofanetto, The Mystery Science Theater 3000 Collection: Volume 6. Cheapskate Theatre ha distribuito un download in HD del film il 7 giugno 2016, con una nuova introduzione di Toby Radloff e gli outtakes e gli errori di Radloff.
In Italia il film è stato distribuito in DVD da Freak Video nel novembre 2018 in versione originale con sottotitoli in italiano.

## Accoglienza
L'attacco delle sanguisughe giganti detiene un punteggio di approvazione del 70% sul sito di aggregazione di recensioni Rotten Tomatoes, sulla base di 10 recensioni; la valutazione media è di 5,06/10. Il critico cinematografico Leonard Maltin ha assegnato al film 1,5 stelle su 4, definendolo un "ridicolo ibrido di spazzatura bianca e generi mostruosi".

## Remake
Un remake del film, intitolato Attack of the Giant Leeches, diretto da Brett Kelly e sceneggiato da Jeff O'Brien, è stato pubblicato il 7 luglio 2008.

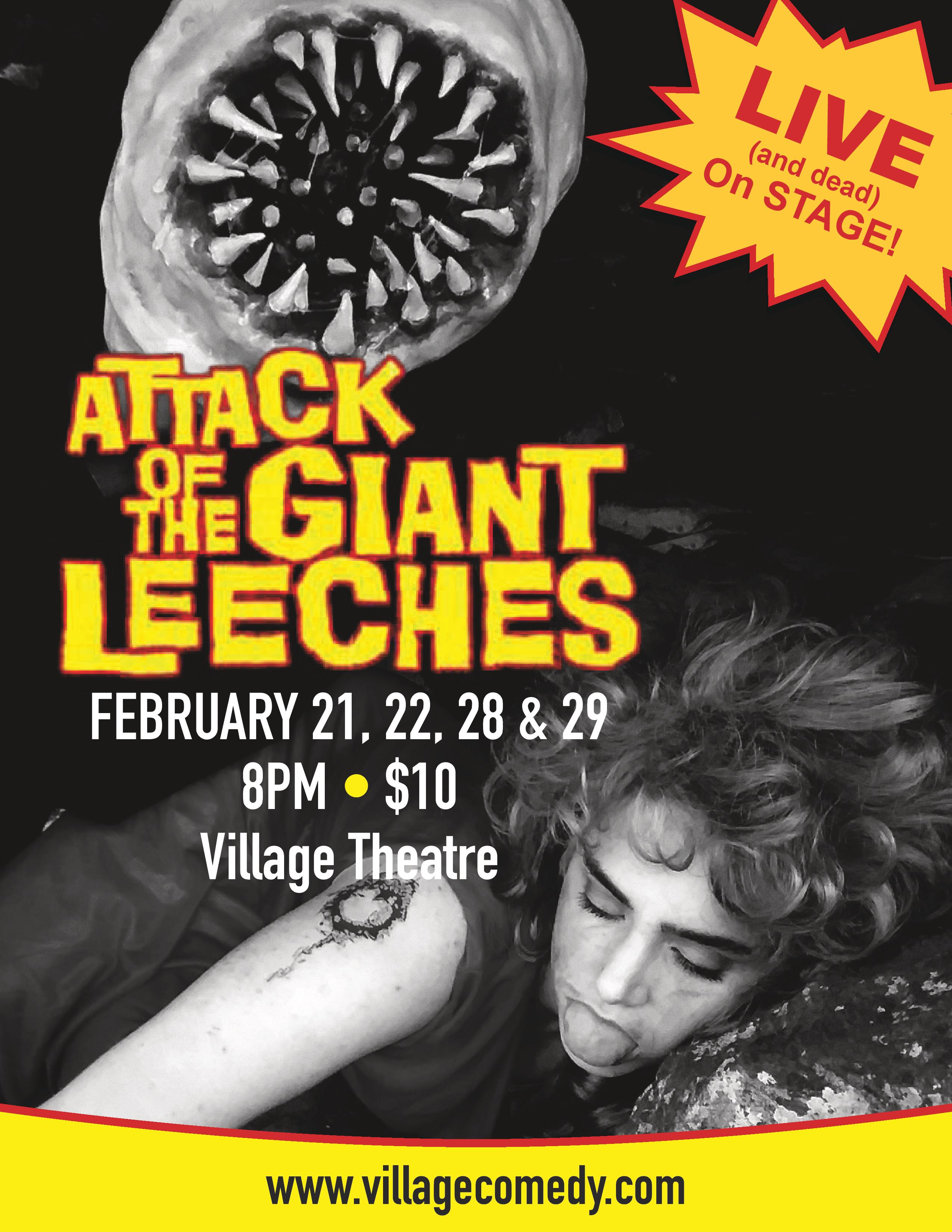
Locandina dell'adattamento teatrale

Un adattamento teatrale dell'originale è stato eseguito al The Village Theatre di Atlanta, in Georgia, nel febbraio 2020.

## Eredità
Nel luglio 1992, il film è stato presentato come un episodio della quarta stagione della serie televisiva Mystery Science Theater 3000. È stato anche presentato nel programma televisivo Cinema Insomnia, e nel secondo episodio della quinta stagione di Shilling Shockers, uno spettacolo televisivo basato sul New England condotto dalla strega Penny Dreadful XIII.